# Groupe de Wangshi
Le Groupe de Wangshi (en chinois : 群 王氏; pinyin: Wángshì Qún) est une formation géologique qui affleure dans la province de Shandong, en Chine, dont les strates datent du Crétacé supérieur. On y trouve notamment des restes de dinosaures.

## Paléofaune de Vertébrés

### Dinosaures
| Dinosaures du Groupe de Wangshi | Dinosaures du Groupe de Wangshi | Dinosaures du Groupe de Wangshi | Dinosaures du Groupe de Wangshi | Dinosaures du Groupe de Wangshi                                                               | Dinosaures du Groupe de Wangshi | Dinosaures du Groupe de Wangshi |
| Genre                           | Espèce                          | Lieu                            | Membre                          | Quantité                                                                                      | Notes | Images                          |
| ------------------------------- | ------------------------------- | ------------------------------- | ------------------------------- | --------------------------------------------------------------------------------------------- | --- | ------------------------------- |
| Chingkankousaurus               | C. fragilis                     |                                 |                                 |                                                                                               | Nomen dubium |                                 |
| Micropachycephalosaurus         | M. hongtuyanensis               |                                 |                                 | "Partie de mandibule, associée à des fragments de restes non crâniens."                       | |                                 |
| Pinacosaurus                    | P. grangeri                     |                                 |                                 |                                                                                               | |                                 |
| Shantungosaurus                 | S. giganteus                    |                                 |                                 |                                                                                               | |                                 |
| Sinoceratops                    | S. zhuchengensis                |                                 |                                 |                                                                                               | |                                 |
| Tanius                          | T. chingkankouensis             |                                 |                                 |                                                                                               | |                                 |
| Tanius                          | T. laiyangensis                 |                                 |                                 |                                                                                               | |                                 |
| Tanius                          | T. sinensis                     |                                 |                                 |                                                                                               | |                                 |
| Tarbosaurus                     | T. bataar                       |                                 |                                 |                                                                                               | Des restes quelquefois attribués à T. bataar qui ont d'abord été appelés Tyrannosaurus zhuchengensis peuvent ou non appartenir au genre Tarbosaurus. |                                 |
| Tsintaosaurus                   | T. spinorhinus                  |                                 |                                 | "Un crâne seul et des morceaux de restes de squelettes sans crâne d'au moins cinq individus." | |                                 |
| Tyrannosaurus                   | "T." zhuchangensis              |                                 |                                 |                                                                                               | Probablement un nouveau genre ou une espèce de Tarbosaurus                                                                                           |                                 |
| Zhuchengtyrannus                | "Z." magnus                     |                                 |                                 |                                                                                               | |                                 |

### Autres vertébrés
| Autres vertébrés du Groupe de Wangshi | Autres vertébrés du Groupe de Wangshi | Autres vertébrés du Groupe de Wangshi | Autres vertébrés du Groupe de Wangshi | Autres vertébrés du Groupe de Wangshi | Autres vertébrés du Groupe de Wangshi         | Autres vertébrés du Groupe de Wangshi |
| Genus                                 | Species                               | Location                              | Stratigraphic position                | Material                              | Notes                                         | Images                                |
| ------------------------------------- | ------------------------------------- | ------------------------------------- | ------------------------------------- | ------------------------------------- | --------------------------------------------- | ------------------------------------- |
| Shandongemys                          | S. dongwuica                          |                                       |                                       |                                       | Une tortue de la famille des lindholmemydidés |                                       |